# Hypoplectrus maya
Hypoplectrus maya là một loài cá biển thuộc chi Hypoplectrus trong họ Cá mú. Loài này được mô tả lần đầu tiên vào năm 2011.

## Phân bố và môi trường sống
H. maya có phạm vi phân bố ở vùng biển Tây Bắc Đại Tây Dương. Loài cá này hiện chỉ được tìm thấy ngoài khơi Belize, ở xung quanh các cồn Wee Wee, Pelican và Sapodilla. H. maya sống ở độ sâu khoảng 15 m trở lại, thường được quan sát giữa các bụi rễ trong rừng ngập mặn mọc trên các thảm cỏ biển.

## Bị đe dọa
Hệ thống rừng ngập mặn và rạn san hô ngoài khơi Belize đang bị suy giảm đáng kể do các hoạt động phát triển ven biển. H. maya vì thế mà cũng bị ảnh hưởng theo, được xếp vào danh sách Loài sắp nguy cấp.

## Mô tả
Chiều dài cơ thể lớn nhất được ghi nhận ở H. maya là 9,4 cm. Đầu và thân có màu xanh lam đậm, có ánh kim; vây nhạt màu hơn và không có viền đen. Loài cá này có màu sắc tương tự như Hypoplectrus gemma, nhưng H. gemma có viền đen ở rìa trên và dưới của vây đuôi. Màu sắc của H. maya cũng khá tương đồng với loài hải tiêu Clavelina puertosecensis (mọc trên các rễ cây), giúp H. maya có thể ngụy trang để trốn các loài săn mồi.
Số gai ở vây lưng: 10; Số tia vây mềm ở vây lưng: 14 - 15; Số gai ở vây hậu môn: 3; Số tia vây mềm ở vây hậu môn: 6 - 7; Số gai ở vây bụng: 1; Số tia vây mềm ở vây bụng: 5; Số vảy đường bên: 48 - 53; Số lược mang: 17 - 23.